# 馬里昂 (伊利諾伊州愛德華茲縣)
馬里昂（英語：Marion）是位於美國伊利諾伊州愛德華茲縣的一個非建制地區。該地的面積和人口皆未知。

## 地理
馬里昂的座標為38°33′04″N 88°06′30″W / 38.55111°N 88.10833°W，而該地的平均海拔高度為127米（即417英尺）。